# Daniel Schieferdecker
Daniel Schieferdecker (* 1977 in Lübbecke) ist ein deutscher Journalist und Autor.

## Leben
Schieferdecker wuchs als Einzelkind in Lübbecke auf. 
Nach dem Abitur im Jahr 1997 absolvierte er seinen Zivildienst in der Rettungswache Rahden. Anschließend machte er in Hamburg eine Ausbildung zum Werbekaufmann. Von 2003 bis 2010 studierte er Kulturwissenschaften an der Humboldt-Universität zu Berlin sowie Publizistik- und Kommunikationswissenschaften an der Freien Universität Berlin.
Parallel begann er, freiberuflich für verschiedene Medien zu arbeiten, darunter die Süddeutsche Zeitung, Spiegel, Neue Westfälische, Tagesspiegel, Berliner Zeitung, aber auch Magazine wie Backspin, Unclesally*s, Juice, Rolling Stone, Esquire sowie Online-Magazine wie jetzt.de, Zeit Online etc. Journalistische Schwerpunkte waren zumeist Film und Musik (insbesondere Rap). Im Zuge dessen führte er Interviews mit Schauspielern wie Tom Hanks, Charlize Theron und Michael Fassbender sowie Musikern wie Justin Bieber, Dave Gahan von Depeche Mode und vielen anderen.
Von 2016 bis 2019 war Daniel Schieferdecker Chefredakteur des Hip-Hop-Magazins Juice, und in dieser Funktion der Letzte auf diesem Posten, bis das Print-Magazin aufgrund sinkender Verkaufszahlen und fehlender Werbeerlöse kurz darauf eingestellt wurde.
2017 veröffentlichte Schieferdecker zusammen mit seiner heutigen Ehefrau, der Foodstylistin Caroline Franke, das Buch Forever Yang, ein Kochbuch für vegane chinesische Gerichte, das gleichzeitig den dafür absolvierten Roadtrip der Autoren durch China beschreibt und nachzeichnet. Im Jahr 2019 arbeitete Schieferdecker mit dem österreichischen Rapper RAF Camora an dessen Biografie Von der Zøne zum Zenit. Diese lag der Box zum Album Zenit bei, das am 1. November 2019 veröffentlicht wurde, und verkaufte sich 40.000 Mal.
Schieferdecker lebt mit seiner Frau und seinem Sohn in Berlin.

## Publikationen
- Forever Yang. Ein Roadtrip durch die chinesische Küche von Peking bis Hongkong. 100 authentische Rezepte. Umschau, 2017, ISBN 978-3-86528-840-0.
- Von der Zøne zum Zenit. Die autorisierte Biografie von RAF Camora, Indipendenza (Groove Attack), 2019.